# Televisão na Croácia
A televisão na Croácia foi introduzida pela primeira vez em 1956. A partir de 2012 existem 10 canais de televisão DVB-T (Digital Video Broadcasting - Terrestrial) e mais de 30 outros canais produzidos na República da Croácia ou produzidos para o mercado croata. mercado e transmissão via IPTV (Internet Protocol televisão), cabo ou televisão por satélite. O mercado de comunicações eletrônicas na Croácia é regulado pela Autoridade Reguladora Croata para Indústrias de Rede (HAKOM), que emite licenças de transmissão e monitora o mercado. A infra-estrutura de transmissão DVB-T e satélite é desenvolvida e mantida pela empresa estatal Odašiljači i veze (OiV).
O primeiro sinal de televisão transmitido na Croácia ocorreu em 1939, durante a Feira de Zagreb, onde a Philips exibiu seu sistema de televisão. As primeiras transmissões regulares começaram em 1956, quando a Television Zagreb foi estabelecida como a primeira estação de TV do sistema de televisão por rádio da Iugoslávia. As transmissões em cores começaram em 1975. A cobertura e o número de canais aumentaram de forma constante e, na década de 2000, havia quatro canais com cobertura nacional na Croácia. As transmissões de sinal DVB-T começaram em 2002 e, em 2010, uma transição totalmente digital foi concluída. Durante esse período, os mercados de televisão por cabo, IPTV e satélite cresceram consideravelmente e, em 2011, apenas 60,7 por cento dos agregados familiares recebiam apenas televisão DVB-T; os restantes foram assinantes de IPTV, TV a cabo e satélite, ou como única fonte de recepção de TV. A partir de janeiro de 2012, o DVB-T é transmitido em três multiplexes, enquanto o território da Croácia é dividido em nove regiões principais de distribuição e pequenas loteamentos locais correspondentes às principais cidades. A televisão de alta definição (HDTV) é transmitida apenas por meio de IPTV, embora a programação de teste HDTV DVB-T tenha sido transmitida de 2007 a 2011. Uma transmissão de teste DVB-T2 foi realizada em 2011.
A televisão na Croácia, assim como todas as outras mídias do país, são criticadas por falta de equilíbrio entre questões e tendências globais, por um lado, e temas nacionais cobertos, por outro. Todas as principais redes de televisão na Croácia são geralmente consideradas sob influência excessiva do comercialismo. A Radiotelevision croata de propriedade estatal é obrigada a produzir e difundir programas educacionais, documentários e programas destinados à diáspora e minorias nacionais na Croácia. A televisão na Croácia é considerada importante na avenida para organizações não-governamentais comunicarem suas preocupações ao público e criticarem as autoridades. A televisão é a principal fonte de informação para 57% da população da Croácia.

## Televisão analógica

### Introdução da televisão
Zagreb foi uma das primeiras cidades europeias onde as imagens da televisão foram transmitidas. A partir de 26 de agosto de 1939, a Feira de Zagreb contou com um sistema de televisão Philips, operado por curtos períodos todos os dias da exposição (até 4 de setembro). A televisão Philips, composta por um transmissor e vários receptores, foi operada por Eric Klaas de Vries no pavilhão holandês da feira. O jornal da feira anunciou o evento como o primeiro, após transmissões de televisão em Londres e Berlim. A programação consistia em comédia, ópera, performances musicais e o primeiro noticiário de TV na Croácia.
A primeira transmissão de TV após a Feira de Zagreb em 1939 foi em 1956. Um transmissor foi instalado no Sljeme no Tomislavov Dom Hotel e durante a noite de 15 de maio de 1956, canais austríacos e italianos foram transmitidos (incluindo o Rai 1). A primeira transmissão ao vivo produzida localmente foi a transmissão da abertura da Feira de Zagreb em 7 de setembro de 1956, e a Televisão Zagreb começou a transmitir regularmente em 29 de novembro.

### Desenvolvimento

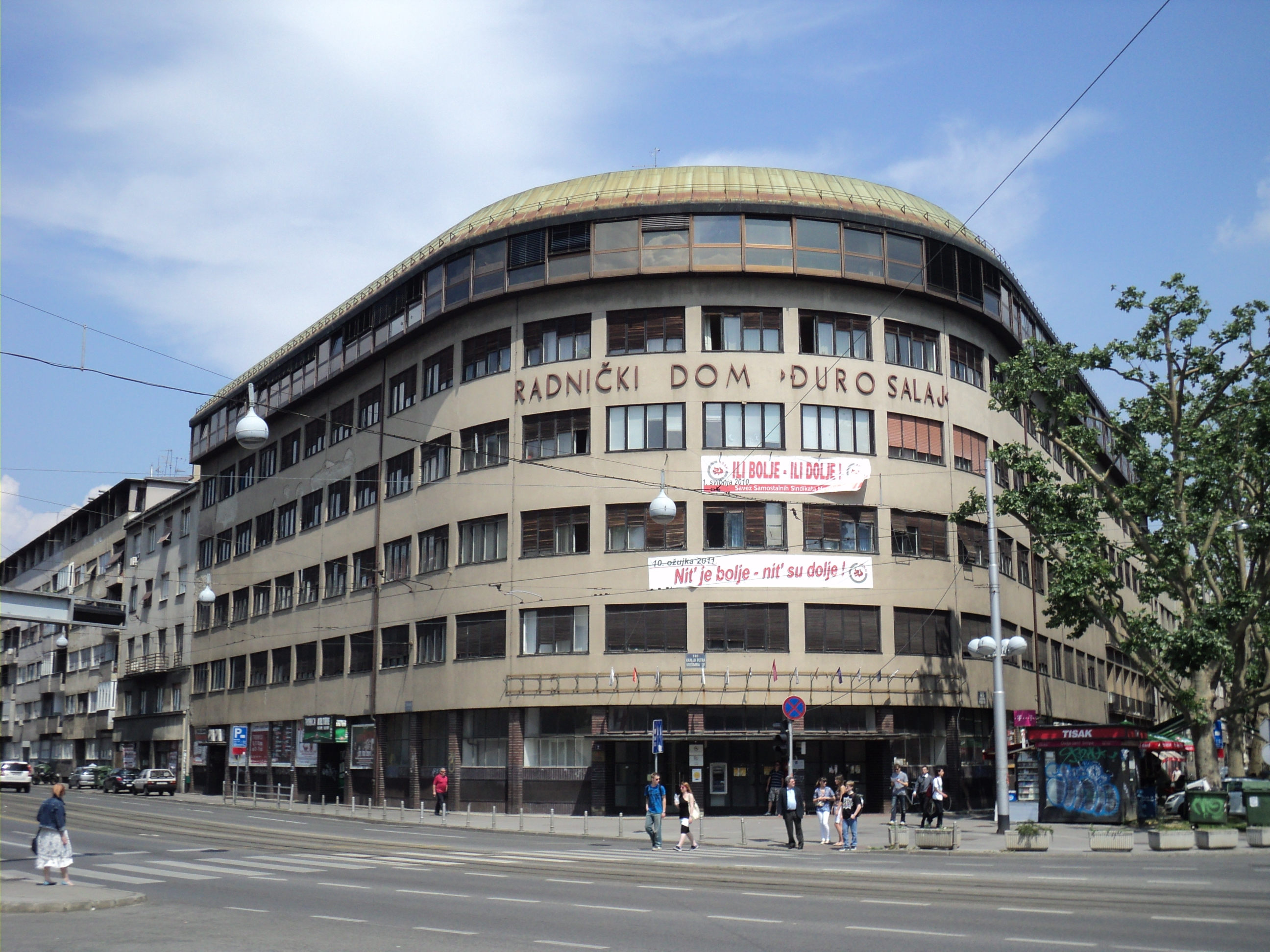
Televisão Zagreb montou seu estúdio na Rua Šubićeva em 1962

O centro de TV de Zagreb tornou-se membro da Jugoslávia Rádio Televisão (JRT) (uma organização guarda-chuva de estações de televisão na Iugoslávia), atuando como Centro Técnico da Eurovisão para a JRT. Em 1972, a Televisão Zagreb começou a transmitir seu segundo canal, e mudou para a programação em cores em 1975. O terceiro canal de Televisão Zagreb foi lançado em 1988, e o serviço de teletexto foi lançado em 1990. Após a separação da Iugoslávia, a Televisão Zagreb foi renomeada. Radiotelevisão croata (HRT) e tornou-se membro da União Europeia de Radiodifusão; no entanto, a HRT sofreu danos de guerra significativos em sua infraestrutura, pois 80% de seus transmissores e 30 estações de retransmissão foram danificadas, destruídas ou ocupadas. Em outubro de 1999, todos os três canais de HRT em todo o país começaram a transmitir 24 horas por dia, mas em 2002 o terceiro canal da HRT encerrou sua operação. A Nova TV, a primeira estação de televisão de propriedade privada na Croácia, começou a operar em 2000. Seguiu-se outra emissora privada, a RTL Televizija, em 30 de abril de 2004. Tanto a Nova TV quanto a RTL Televizija transmitiram um único canal de TV analógica cada.
Em 2002, Odašiljači i veze d.o.o. foi criada como uma empresa independente; Anteriormente, era parte da HRT e encarregada de manter a infra-estrutura de transmissão de televisão na Croácia. Em 2014, havia 26 estações de TV na Croácia, incluindo os quatro canais nacionais.

### Fim da transmissão analógica
O governo da Croácia decidiu que o simulcast (transmissão simultânea analógica e digital DVB-T dos principais canais) cessaria em 2010. O território da Croácia foi dividido em nove regiões de distribuição de televisão digital. A rede de transmissão analógica foi desligada gradualmente (pelas regiões de distribuição de TV digital) a partir de 26 de janeiro de 2010. O processo foi concluído, alcançando a transição digital em 5 de outubro de 2010, mas áreas geograficamente isoladas ficaram com transmissões analógicas. O último transmissor analógico de TV na Croácia foi desativado em 30 de setembro de 2011, pois a cobertura DVB-T foi estendida para 98,5% das residências na Croácia e não menos que 95% das residências em cada uma das regiões de distribuição. Aproximadamente 6.000 famílias ficaram sem recepção de transmissões de TV analógica ou DVB-T.
| Loteamento | Data de desligamento (2010) |
| ---------- | --------------------------- |
| D05        | 26 de janeiro               |
| D03        | 3 de março                  |
| D07        | 30 de março                 |
| D09        | 27 de abril                 |
| D01        | 25 de maio                  |
| D02        | 29 de junho                 |
| D06        | 20 de julho                 |
| D08        | 7 de setembro               |
| D04        | 5 de outubro                |

## Televisão DVB-T

Regiões DVB-T da Croácia

As primeiras transmissões experimentais de sinais DVB-T começaram em maio de 2002 em Zagreb, e em 2008 o governo desenvolveu uma Estratégia de Transmissão de Transmissão de Televisão Analógica para Digital para a República da Croácia. Em julho de 2008, este governo da Croácia anunciou que 106 milhões de kuna (c. 14,1 milhões de euros) foram destinados para o efeito. A compra subsidiada pelo governo de receptores DVB-T, distribuindo cupons de desconto no valor de 75 kuna (c. 10 euros) para os assinantes da Radiotelevisão da Croácia (HRT). Os dois primeiros multiplexes (MUX A e MUX B) foram introduzidos em abril de 2009, com o terceiro (MUX D) introduzido em julho de 2010. Em 5 de outubro de 2010 a mudança para DVB-T foi praticamente completa, já que todos os transmissores de TV analógicos extinto. As transmissões DVB-T na Croácia são todas de definição padrão, o MPEG-2. O MUX A está disponível para mais de 98,5% da população da Croácia, e tanto o MUX A quanto o MUX B estão disponíveis para mais de 95% da população em cada região de multiplex-allotment. O MUX D está disponível para aproximadamente 90% da população da Croácia e pelo menos 70% da população em cada uma das regiões de distribuição. Há 897.496 famílias (60,7%) na Croácia recebendo apenas televisão DVB-T. A infra-estrutura de televisão terrestre na Croácia é gerida por Odašiljači i veze d.o.o. (OIV). A empresa foi criada como uma entidade independente em 2002, quando uma divisão de desenvolvimento e manutenção de infra-estrutura de comunicações eletrônicas foi removida do sistema corporativo da HRT. Em janeiro de 2012, a OIV opera e mantém 222 transmissores de televisão e estações de transmissão de transmissão.
Existem nove regiões principais de distribuição de TV digital (abrangendo partes maiores da Croácia) e áreas de distribuição adicionais, geograficamente pequenas, projetadas para emissoras locais (geralmente cobrindo uma única cidade). As principais regiões de distribuição de televisão DVB-T recebem marcações D1 – D9. A região D1 abrange os condados de Osijek-Baranja e Vukovar-Syrmia, bem como partes do condado de Brod-Posavina, a leste de Oprisavci. A região D2 abrange o resto dos condados de Brod-Posavina, Požega-Eslavônia e Virovitica-Podravina e quase todo o condado de Bjelovar-Bilogora, exceto uma área ao norte da cidade de Bjelovar e parte do condado de Sisak-Moslavina ao redor da cidade de Novska. A região D3 inclui uma parte do Condado de Bjelovar-Bilogora, não abrangida pela região D2, bem como os territórios dos condados de Koprivnica-Križevci, Varaždin e Međimurje. A região D4 inclui o condado de Sisak-Moslavina (exceto a área em torno de Novska), os municípios de Krapina-Zagorje e Zagreb, a cidade de Zagreb e a parte norte do condado de Karlovac (incluindo Karlovac e Duga Resa).

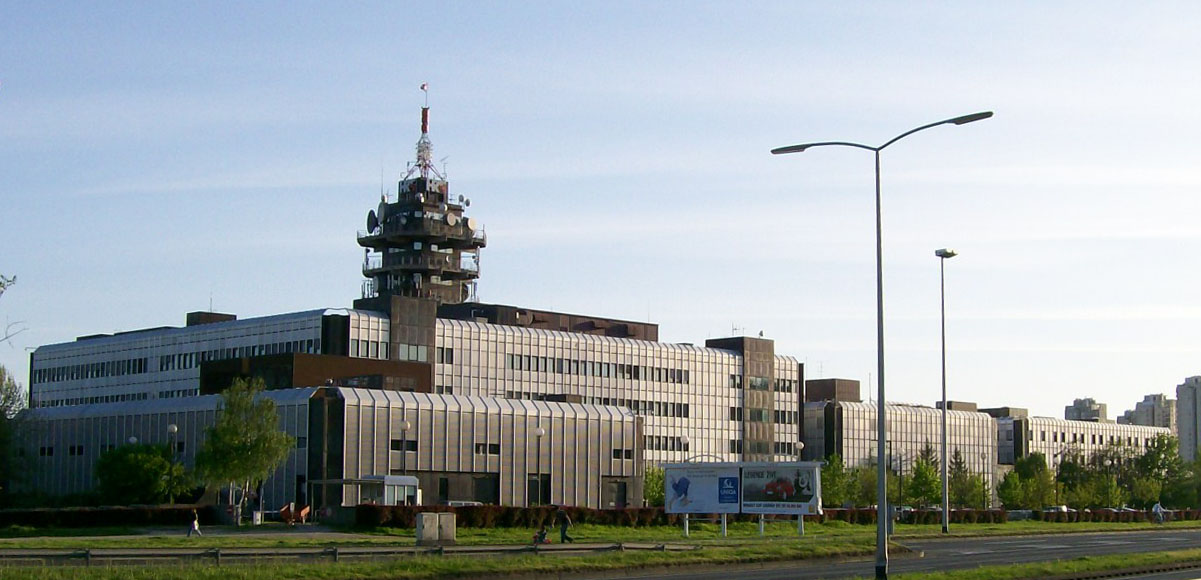
Sede da HRT em Zagreb

A região D5 abrange o condado de Istria e o condado de Primorje-Gorski Kotar (exceto partes do condado a leste de Ravna Gora e a área em torno de Novalja na ilha de Pag), mas inclui as áreas costeiras do condado de Lika-Senj em frente às ilhas de Krk e Rab. A região D6 engloba partes dos condados de Primorje-Gorski Kotar e Lika-Senj fora das regiões D4 e D5, com exceção de partes do último (sul de Lovinac) e partes costeiras do mesmo condado em frente à ilha de Pag. Essas duas áreas fazem parte da região D7, juntamente com os distritos de Zadar e Šibenik-Knin. A região D8 inclui todo o Condado de Split-Dalmácia, bem como partes do condado de Dubrovnik-Neretva em torno de Ploče e Metković, uma parte da península de Pelješac a oeste de Dubrava e as ilhas de Korčula e Lastovo. A região D9 abrange o resto do Condado de Dubrovnik-Neretva.

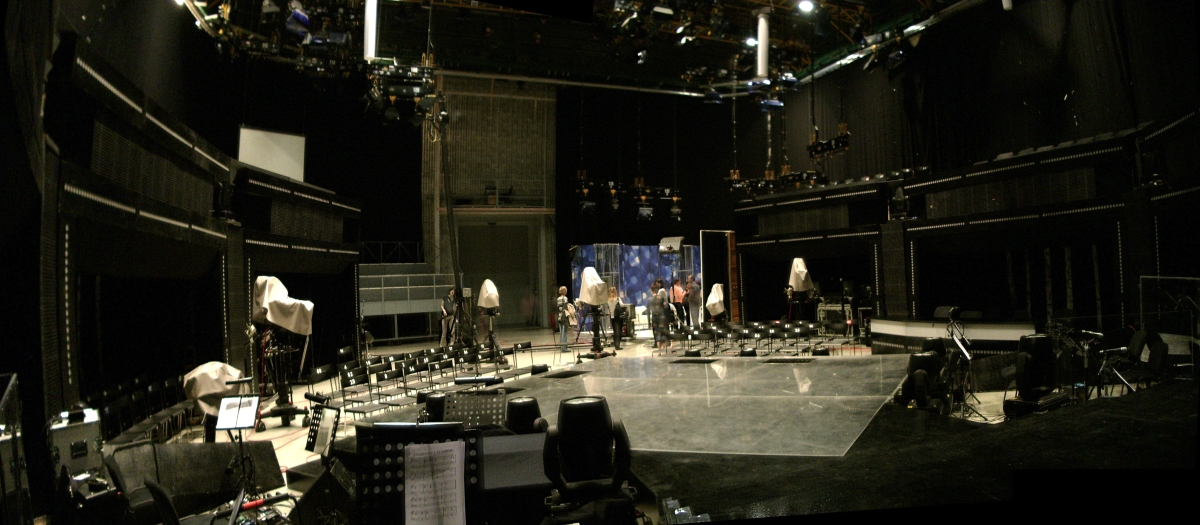
Estúdio Anton Marti da HRT

Há também 12 regiões locais de distribuição de televisão DVB-T, cobrindo cidades específicas e seus arredores imediatos. Esses são d11 em Osijek, d21 em Slavonski Brod, d31 cobrindo Varaždin e Čakovec, d44 abrangendo Zagreb e Velika Gorica, d45 em Jastrebarsko, d46 cobrindo Karlovac e Duga Resa, d53 abrangendo Rijeka, Crikvenica, Novi Vinodolski e a maior parte da ilha de Krk , d54 em Pula e Rovinj, d71 em Zadar, d72 em Šibenik, d82 cobrindo Split, Trogir, Omiš, a ilha de Šolta e uma grande parte da ilha de Brač, e d91 em Dubrovnik. Um multiplex local chamado "L-ZA" começou em 2015 na UHF 41 na cidade de Sveta Nedelja, transmitindo o canal local TV Zapad.
Quando a transmissão DVB-T italiana começou em dezembro de 2010, a interferência foi observada em partes do noroeste da Ístria e, mais tarde, em áreas ao redor de Zadar e Šibenik. A interferência foi causada pelo uso de freqüências atribuídas à Croácia por transmissores italianos e potência excessiva do transmissor. Foi apresentada uma queixa pelo regulador croata do mercado de DVB-T, a Autoridade Reguladora das Indústrias de Rede da Croácia (HAKOM), junto das autoridades italianas. A OIV instalou transmissores adicionais nas áreas afetadas para reforçar sua cobertura de sinal e reduzir a interferência até fevereiro de 2011, ao custo de 1 milhão de kuna (c. 133.000 euros). Embora o ministro italiano de Desenvolvimento Econômico, Paolo Romani, tenha anunciado em agosto de 2011 que os problemas deveriam ser resolvidos em breve (um transmissor que causa interferência foi desativado e o poder de vários outros foi reduzido), a situação não foi completamente resolvida ao longo de 2011 e a da União Internacional de Telecomunicações. O Conselho de Regulamentações de Rádio se envolveu no processo. Nesse meio tempo, outras soluções técnicas foram concebidas e implementadas (além dos transmissores de emergência) para melhorar a recepção do sinal de televisão digital.

### Canais nacionais
Em maio de 2014, havia onze canais de televisão DVB-T de sinal aberto no país, com quatro canais da HRT, RTL Televizija operando três, Nova TV operando dois e os dois restantes operados pelo Comitê Olímpico Croata e o Autor d.o.o. empresas e do Gabinete Administrativo do Estado Central para a e-Croácia. Todos os dez canais de televisão DVB-T são gratuitos e de propriedade privada, exceto os canais da HRT e o canal Moja uprava (que são emissoras de propriedade pública). Doma TV faz parte do grupo Nova TV. Desde 2007, a medição de audiência de televisão é conduzida pela Nielsen Company usando 1.086 peoplemeters, e é aplicada a TV terrestre, por cabo e satélite. A partir de janeiro de 2012, a HRT, RTL Televizija e Nova TV estão usando o serviço.
Os programas dos canais HRT 1, Nova TV e RTL Televizija não são especializados e compreendem notícias, uma variedade de entretenimento com roteiros e sem roteiro, além de documentários. Os canais HRT2, Doma TV e RTL 2 possuem programas semelhantes, exceto pela ausência de notícias. Além disso, a Radiotelevisão Croata é legalmente obrigada a produzir e difundir programas que abranjam a educação de jovens, visando a diáspora croata, minorias nacionais na Croácia, preservação do patrimônio cultural e natural, proteção do meio ambiente, promoção da democracia e sociedade civil, e apoio produção nacional de filmes, programas de televisão e música. Outros canais nacionais são especializados em fornecer programas informativos, cobrindo esportes ou música.
- Canais de televisão DVB-T de sinal aberto em todo o país na Croácia:
  - HRT1
  - HRT2
  - HRT3
  - HRT4
  - NOVA TV
  - RTL
  - Doma TV
  - RTL 2
  - SPTV
  - RTL Kockica
  - CMC

### Canais regionais e locais

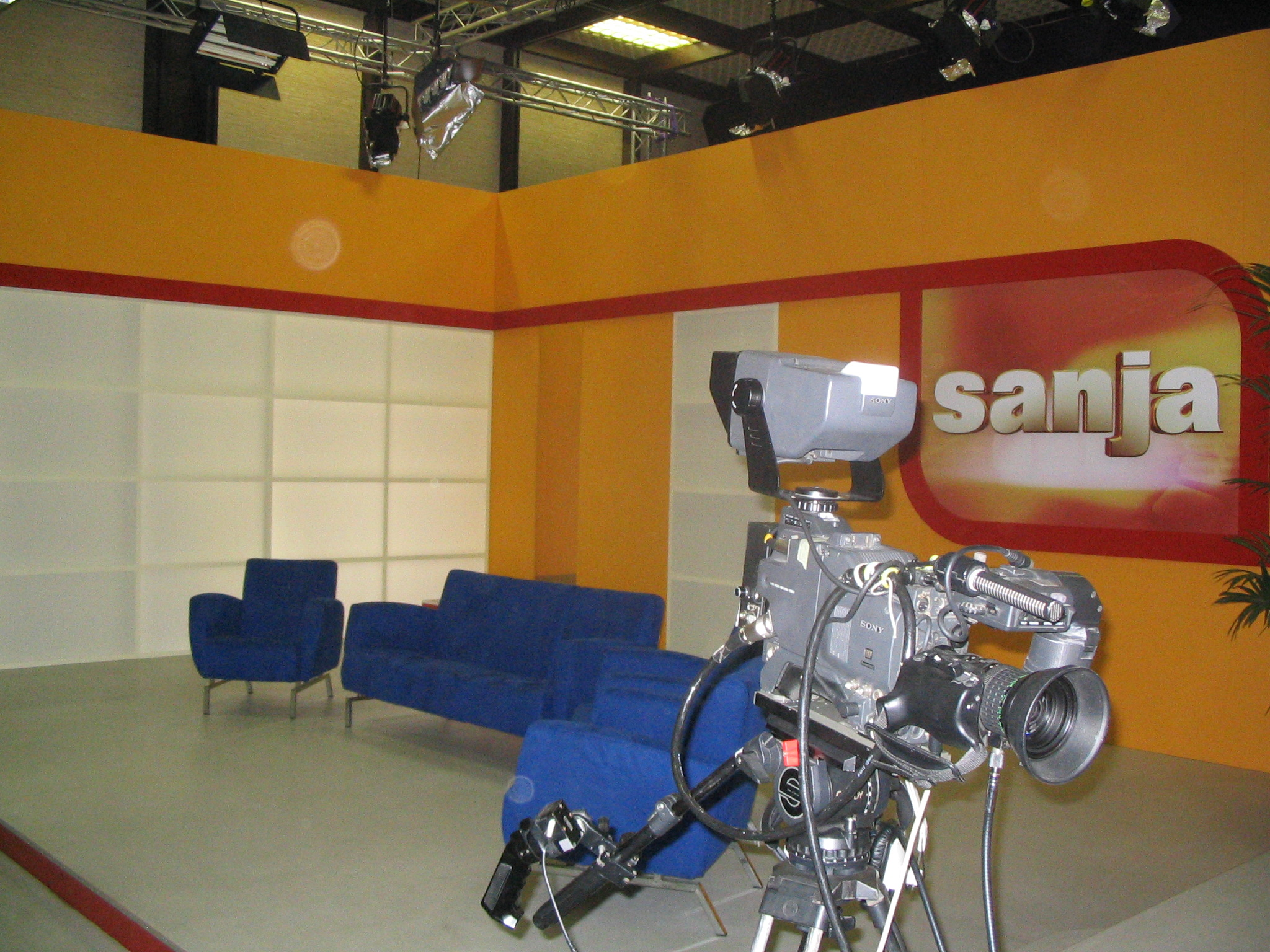
Um estúdio de talk show da RTL

Existem 21 canais de televisão DVB-T regionais (ou locais) operando na Croácia no MUX D. O número de canais de radiodifusão em regiões individuais varia de um a quatro, enquanto algumas regiões locais de televisão local de DVB-T estão vagas a partir de dezembro. 2011. Quatro canais de televisão regionais (ou locais) são transmitidos em mais de uma região de distribuição. Todos os canais regionais e locais são abertos. A partir de janeiro de 2012, a Z1 televizija está medindo seu público com os clientes da Nielsen Company para TV terrestre, TV a cabo e por satélite.

### HDTV e DVB-T2

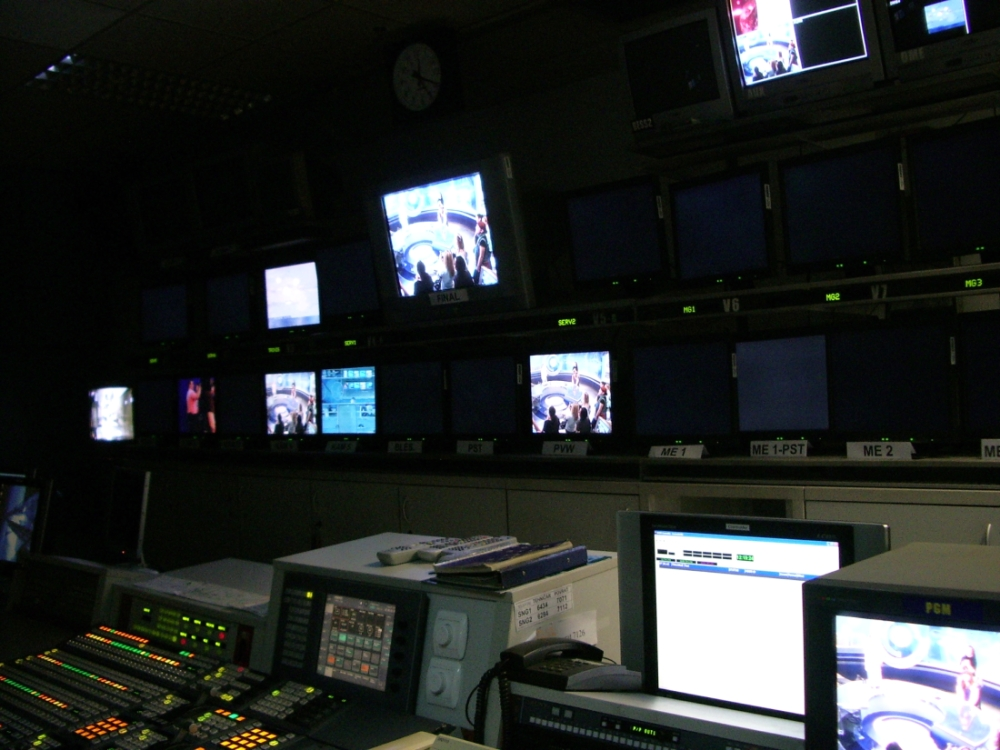
Mesa do diretor de televisão da HRT

A transmissão experimental de televisão de alta definição (HDTV) começou em Zagreb em março de 2007; foi expandida para Split, Rijeka e Osijek em 2008. A transmissão HDTV experimental terminou em fevereiro de 2011. Havia dois canais experimentais de HDTV, operados pela Radiotelevision Croatian e Nova TV. Em conformidade com a transição para a televisão digital desenvolvida pelo Governo da Croácia, a transmissão de canais HDTV DVB-T foi realizada em MPEG-4. Em 11 de outubro de 2011, a transmissão experimental DVB-T2 começou em Zagreb, usando codificação H.264 / MPEG-4 AVC e um sistema de acesso condicional.

### Multiplexes
Existem três multiplexes ativos (MUX) na Croácia. O MUX A e o MUX B são reservados para canais nacionais e o MUX D é utilizado para canais transmitidos local e nacionalmente. O MUX A transmite os canais HRT 1, HRT 2, RTL e Nova TV. O MUX B transmite HRT 3, HRT 4, RTL 2 e Doma TV. A MUX D transmite três canais nacionais Sportska televizija (SPTV), RTL Kockica e Croatian Music Channel (CMC), além de canais locais de TV.
Uma competição para dois canais no MUX B foi anunciada em julho de 2010, e a HAKOM recebeu ofertas para os seguintes canais: RTL 2, Doma TV, OBN e KN. Finalmente, as licenças foram dadas à RTL 2 e à Doma TV. A RTL2 e a Doma TV começaram a transmitir em 2 de janeiro de 2011. As licenças para transmissão no segmento nacional do Mux D foram entregues ao Canal Croata de Música (CMC), Sportska Televizija (pertencente ao Comitê Olímpico Croata) e KN em dezembro de 2010. Eles começaram a transmitir no final de março e início de abril de 2011. KN foi originalmente transmitido no MUX B; como detentores de uma licença para um período de testes, eles ganharam uma licença experimental de período de 6 meses (e depois mudaram para a MUX D, que carrega serviços locais e nacionais simultaneamente). O MUX B também possui dois novos canais - HRT 3 e HRT 4. Os dois devem começar a transmitir até o final de 2012.

## IPTV, TV a cabo e via satélite

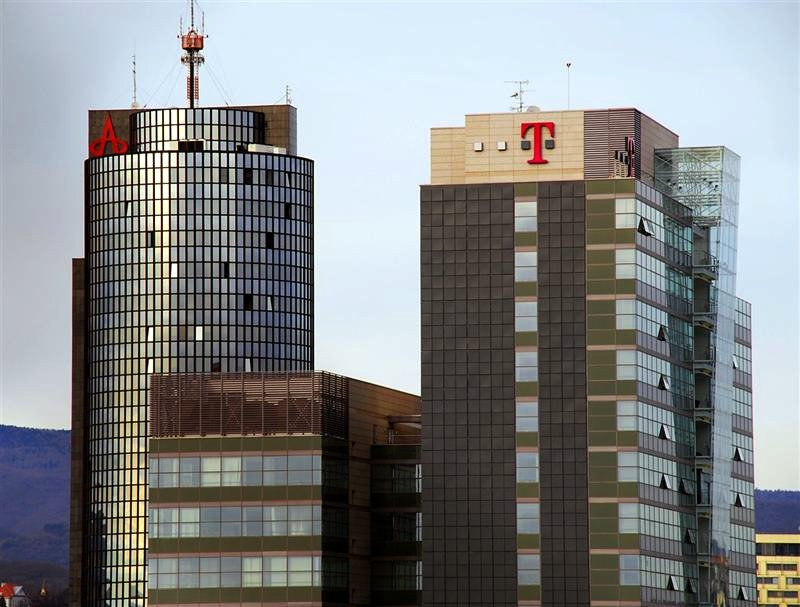
Sede da T-Hrvatski Telekom, o maior provedor de IPTV na Croácia

IPTV está registrando um rápido crescimento do mercado; entre 2009 e 2010, o número de domicílios inscritos em um serviço de IPTV cresceu 23%, chegando a quase 300.000. Em termos de densidade de IPTV, a Croácia é o quinto maior mercado do mundo, perdendo apenas para Cingapura, Hong Kong, Chipre e Estônia. O número aumentou ainda no terceiro trimestre de 2011 para um total de 349.138 famílias, representando 23,6 por cento das famílias croatas. Ao mesmo tempo, havia 144.439 domicílios com conexões de televisão a cabo e 104.635 domicílios com recepção de televisão via satélite (representando 9,8 e 7,1% dos domicílios na Croácia, respectivamente). A principal provedora de IPTV na Croácia é a T-Hrvatski Telekom, com seu serviço MaxTV, enquanto a B.net, de propriedade da Vipnet, é a principal provedora de televisão a cabo do país. Desde 2009, alguns provedores oferecem a recepção de HDTV de canais de IPTV. Os fornecedores de IPTV e de televisão por satélite transportam normalmente todos os canais disponíveis em DVB-T, com canais adicionais (produzidos na Croácia e no estrangeiro) disponíveis através de vários planos de subscrição. Uma proporção significativa dos canais estrangeiros é localizada através de dublagem ou legendas. Os dois maiores provedores de IPTV e TV a cabo oferecem 31 canais produzidos na Croácia (ou especificamente para a Croácia), além daqueles transmitidos em DVB-T. A audiência dos canais de televisão por cabo e satélite transmitidos pela HRT, pela RTL Televizija, pela Nova TV e pela Z1 Televizija é medida pelos peoplemeters da Nielsen Company.

### Canais por satélite dedicados

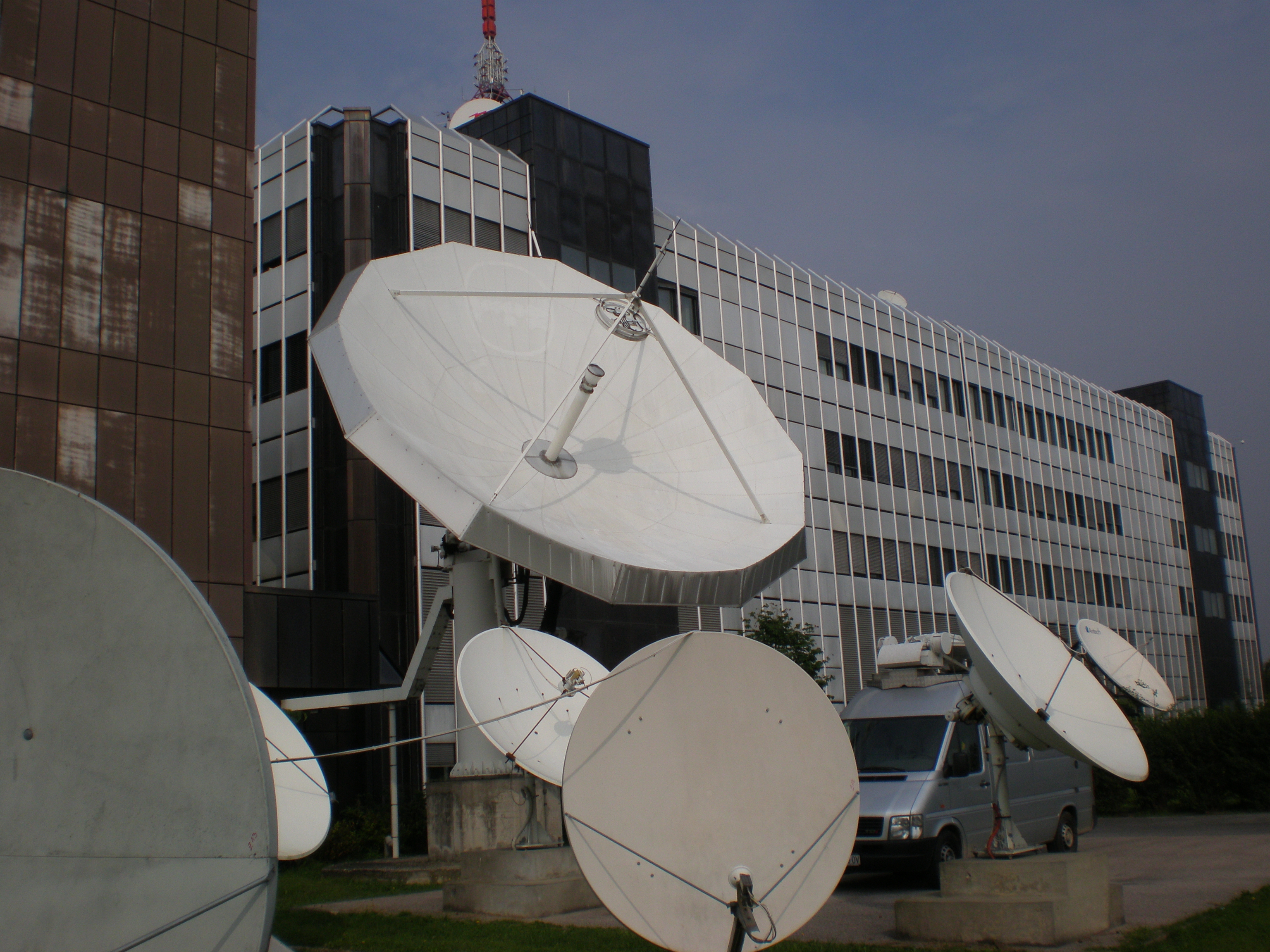
Antenas parabólicas no edifício da HRT em Zagreb

A HRT transmite canais por satélite dedicados para a Europa e o Oriente Médio, América do Norte e do Sul, Austrália e Nova Zelândia; A visualização dos canais requer uma assinatura. Os canais transmitidos para a Europa e Oriente Médio via satélite Eutelsat 16A (usando o acesso condicional Viaccess) são HRT 1, HRT 2, HRT 3 e HRT 4. Os canais de satélite também são usados para transmitir três canais de rádio de sinal aberto produzidos por HRT.

## Regulação do mercado
O setor de televisão na Croácia é regulado pela Autoridade Reguladora Croata para Indústrias de Rede (HAKOM). O HAKOM foi estabelecido pela Lei de Comunicações Eletrônicas de 26 de junho de 2008; Nos termos do artigo 5.º do acto, a HAKOM tem por missão promover e salvaguardar a concorrência no mercado e os interesses dos utilizadores dos serviços no domínio dos serviços e infra-estruturas de comunicações electrónicas, contribuindo simultaneamente para o desenvolvimento do mercado interno da União Europeia. Os objetivos da HAKOM incluem assegurar o desenvolvimento sustentável do mercado das comunicações eletrónicas a preços acessíveis para os consumidores, proporcionando condições justas para o retorno do investimento no mercado e contribuindo para a qualidade de vida na Croácia. A regulamentação adicional da televisão é realizada pelo Conselho de Mídia Eletrônica, que promulga regulamentação obrigatória aplicável a emissoras estatais e de propriedade privada baseadas na Croácia. Um desses regulamentos, que visa a proteção de menores, restringe representações de violência, relações sexuais, palavrões, uso de substâncias intoxicantes e tabaco e outras cenas que podem ser prejudiciais ao desenvolvimento de menores entre sete da manhã e nove, dez ou onze na à noite, dependendo da classificação do programa específico - aconselhando que o programa não é adequado para pessoas com menos de 12, 15 ou 18 anos de idade, respectivamente. A restrição não se aplica à programação educacional, documental, científica ou noticiosa.
A HAKOM concede, avalia e revoga licenças de transmissão para todas as formas de comunicações eletrônicas na Croácia, aprova fusões de empresas do setor de comunicações, impõe multas sobre aqueles que são encontrados em violação da regulamentação aplicável e conduz a supervisão constante da indústria.

## Localização de idiomas
A legislação nacional exige que todas as transmissões de programas de televisão na Croácia sejam feitas em língua croata ou com traduções apropriadas, seja por meio de dublagem ou legendagem. Em geral, toda a programação estrangeira é legendada, exceto para desenhos animados e partes narradas de documentários e programas similares. Uma tentativa de mudar isso foi feita pela Nova TV em 2006, quando uma novela foi dublada, mas o movimento provocou uma resposta negativa dos telespectadores e críticos, fazendo com que o experimento fosse abandonado. A legislação não prevê idiomas mutuamente inteligíveis. Isso levou a pedidos formais feitos pelo Conselho de Mídia Eletrônica exigindo a localização no idioma de programas de televisão feitos em idioma sérvio. Em última análise, esse problema foi resolvido através de legendas usando o serviço de teletexto normalmente usado para legendas ocultas.

## Impacto social
A televisão na Croácia, assim como todas as outras mídias do país, são criticadas por falta de equilíbrio entre questões e tendências globais, por um lado, e temas nacionais cobertos, por outro. Todas as principais redes de televisão na Croácia são geralmente consideradas sob influência excessiva do comercialismo. Isso é visto através de estruturas de propriedade internacional das emissoras de televisão de propriedade privada tendo pouca consideração pela promoção da cultura nacional e questões sociais, bem como pelos esforços da HRT estatal para atrair anunciantes através de programação que é pensada para atrair os telespectadores. melhor apesar da regulamentação do conteúdo de programação e da publicidade restrita no HRT. O HRT é limitado por uma legislação especial que regulam a emissora para quatro minutos de publicidade no horário nobre entre 6 e 10 da noite. Por outro lado, a HRT recebe rendimentos de uma taxa cobrada aos proprietários de televisores na Croácia, no valor de 1,5% do salário líquido mensal médio na Croácia. Em 2012, a taxa cobrada é de 80 kunas (c. 10,60 euros). Em 2010, a receita anual da TRH gerada pela taxa foi de 1,2 bilhão de kunas (cerca de 160 milhões de euros).
Embora o impacto social da televisão na Croácia seja considerado imperfeito e de qualidade variável, a televisão é importante na sociedade porque oferece um meio para que organizações não-governamentais comuniquem suas preocupações ao público e critiquem o governo e outros aspectos. da política da Croácia. A televisão é a fonte de informação mais difundida na Croácia - em média, 57% da população da Croácia usa a televisão como principal fonte de informação. Essa porcentagem varia significativamente por região geográfica - de 43% em Zagreb e áreas ao redor da capital a 79% na Eslavônia -, mas em todas as regiões ultrapassa todas as outras fontes de informação, sendo a segunda fonte de informação mais amplamente usada na Internet. %. Em 2014, havia 1,755 milhão de televisores registrados no país.